# Lynn Johnston

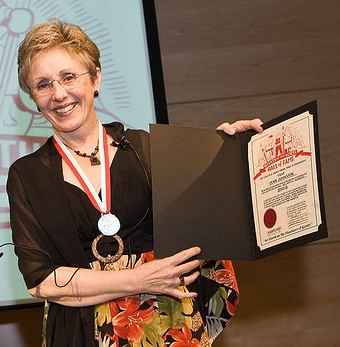
Lynn Johnston (2008)

Lynn Johnston (* 28. Mai 1947 in Collingwood, Ontario) ist eine kanadische Comiczeichnerin. Sie war der erste Kanadier und die erste Frau, die den Reuben Award erhielt.

## Leben und Wirken
Lynn Ridgeway wuchs in der Provinz British Columbia auf und besuchte die Vancouver School of Art in der Hoffnung, Künstlerin zu werden. Nach kurzer Tätigkeit beim Zeichentrickfilm heiratete sie 1969 und zog zurück nach Ontario. Für fünf Jahre war sie als medizinische Illustratorin tätig. Während ihrer Schwangerschaft zeichnete sie Cartoons, die 1973 In ihrem ersten Buch veröffentlicht wurden. Zwei Jahre nach ihrer Scheidung heiratete sie Rod Johnston. Im Jahr 1978, die Johnstons und ihre beiden Kinder hatten sich inzwischen in Manitoba niedergelassen, fragte das Universal Press Syndicate an, ob sie interessiert sei, Comic-Strips zu zeichnen. Sie sendete Arbeitsproben mit dem Titel The Johnstons, Comics die Bezug auf Ereignisse in ihrer eigenen Familie nahmen, ein und wurde engagiert.
Ab 1979 wurde in zahlreichen Zeitungen in Kanada, den USA, sowie vielen anderen Staaten der Strip For Better or For Worse (dt.: In guten wie in schlechten (Zeiten)) präsentiert. Johnston zeichnete den stark autobiografisch gefärbten Strip fast 30 Jahre lang. In diesem Zeitraum alterten auch die Cartoonfiguren; so wuchsen die Kinder in den Comics heran und wurden schließlich erwachsen und berufstätig. Die Haupthandlung des Strips endete am 30. August 2008. Danach begann man, alte Folgen zu wiederholen in Kombination mit neu gezeichneten Teilen.

## Auszeichnungen

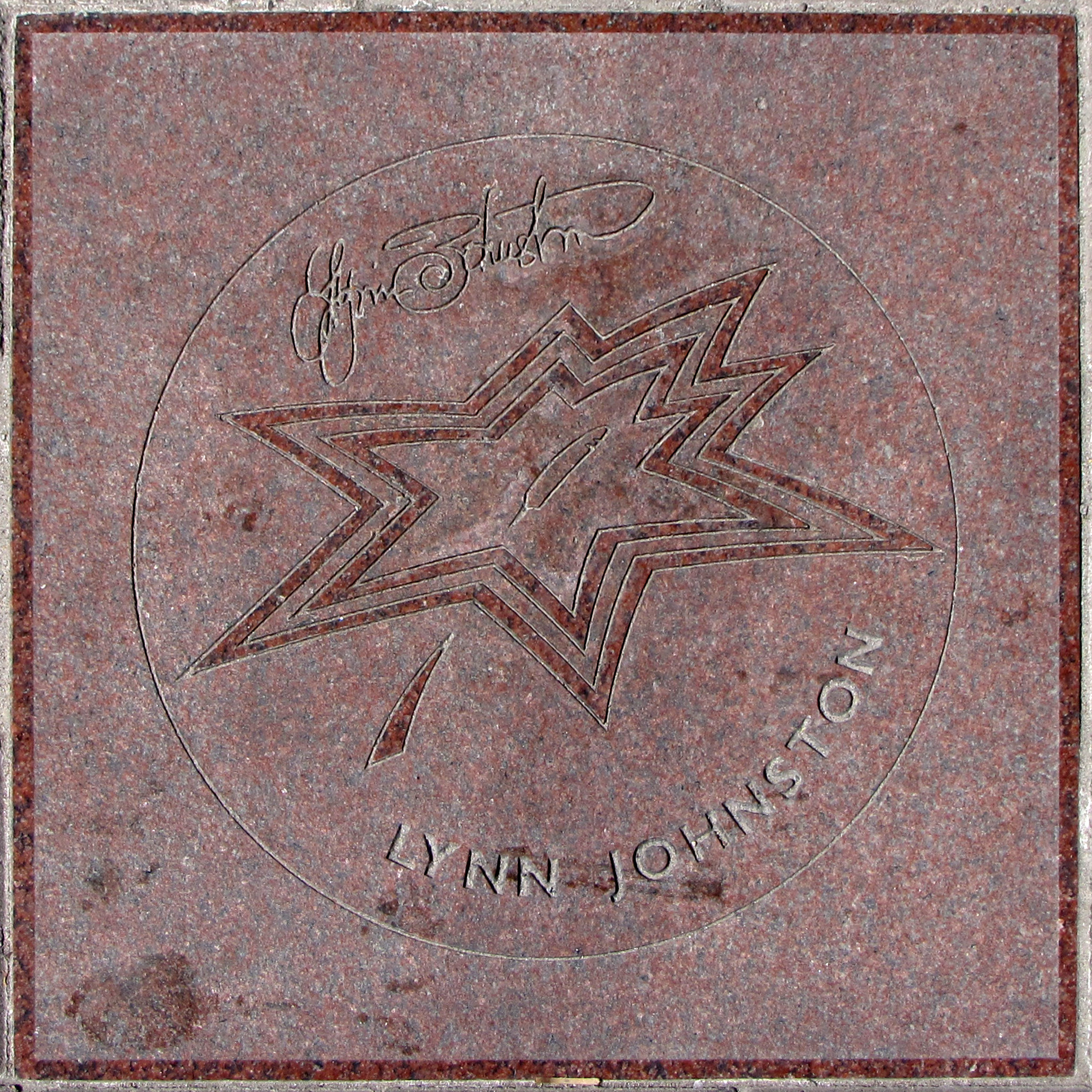
Johnstons Stern auf Canada’s Walk of Fame

- 1985: Reuben Award für For Better or For Worse
- 1987: Gemini Award in der Kategorie Best Cartoon Series
- 1992: Order of Canada
- 2003: Stern auf Canada’s Walk of Fame in Toronto
- 2007: Order of Manitoba